# Magica (gruppo musicale)
I Magica sono un gruppo power/symphonic metal della Romania. Attualmente hanno pubblicato 6 album, l'ultimo dei quali, Center Of The Great Unknown, è uscito nel 2012.

## Storia
Nel febbraio 2002, in seguito allo scioglimento del gruppo rumeno Interitus Dei (del quale facevano già parte il chitarrista Bogdan Costea, la cantante Ana Mladinovici ed il batterista Cristi Barla), nascono i Magica con i nuovi membri Valentin Zechiu al basso e Viorel Raileanu alle tastiere che completano la formazione. Sin dalle prime registrazioni la nuova band si fa notare nell'ambiente del metal rumeno, ma non riesce a troovare un'etichetta tale da fornirle buona visibilità. Nonostante ciò i Magica pubblicano due album (The Scroll of Stone e Lightseeker) e in seguito all'uscita di un terzo album trovano un accordo con la AFM Records.
Il 28 novembre 2008 è uscito il quarto disco dei Magica, Wolves and Witches.

## Discografia
- 2003 - The Scroll of Stone
- 2004 - Lightseeker
- 2007 - Hereafter
- 2008 - Wolves and Witches
- 2010 - Dark Diary
- 2012 -  Center Of The Great Unknown

## Formazione
- Ana Mladinovici - voce
- Bogdan Costea - chitarra
- Cristi Barla - batteria
- 6Fingers - tastiere
- Vali Zechiu - basso
- Emylian B. – chitarra